# Banfora (département)
Cet article concerne le département et la commune urbaine. Pour la ville chef-lieu, voir Banfora.
Banfora est un département et une commune urbaine de la province de la Comoé, situé dans la région des Cascades au Burkina Faso.
Au dernier recensement général de 2006, le département comptabilisait 109 824 habitants.

## Villes et villages
Le département et la commune urbaine de Banfora est administrativement composé d'une ville chef-lieu homonyme, également chef-lieu de province et de région (populations actualisées issues du recensement général de 2006) :
- Banfora, subdivisée en quinze secteurs urbains (totalisant 75 917 habitants) :

- Secteur 1 (2 428 habitants)
- Secteur 2 (4 961 habitants)
- Secteur 3 (8 192 habitants)
- Secteur 4 (5 716 habitants)
- Secteur 5 (12 802 habitants)
- Secteur 6 (6 176 habitants)
- Secteur 7 (5 450 habitants)
- Secteur 8 (14 982 habitants)
- Secteur 9 (2 630 habitants)
- Secteur 10 (3 188 habitants)
- Secteur 11 (2 005 habitants)
- Secteur 12 (1 756 habitants)
- Secteur 13 (1 251 habitants)
- Secteur 14 (1 361 habitants)
- Secteur 15 (3 049 habitants)

et de 22 villages ruraux (totalisant 33 907 habitants) :
- Bodadiougou (1 242 habitants)
- Bombora (1 137 habitants)
- Diarabakoko (2 105 habitants)
- Diongolo (2 135 habitants)
- Dionouna (1 484 habitants)
- Karfiguéla (910 habitants)
- Kitobama (166 habitants)
- Korokora (274 habitants)
- Lémouroudougou (1 513 habitants)
- Marébama (296 habitants)
- Nékanklou (1 027 habitants)
- Niankar (1 840 habitants)
- Niarébama (296 habitants)
- Siniéna (4 705 habitants)
- Sitiéna (1 956 habitants)
- Tangora (2 811 habitants)
- Tengréla (3 727 habitants)
- Tiékouna (1 166 habitants)
- Tiempagora (869 habitants)
- Tionouna (828 habitants)
- Tiontionmana (294 habitants)
- Toumousséni (3 126 habitants)